# Émile Boutroux
Émile Boutroux (28 de julio de 1845-22 de noviembre de 1921) fue un destacado filósofo francés especializado en temas relacionados con la ciencia. Fue miembro de la Academia francesa y comandante de la Legión de Honor.

## Biografía
Étienne Émile Marie Boutroux nació el 28 de julio de 1845 en la ciudad de Montrouge, Francia. Después de cursar sus primeros estudios en el Colegio Napoléon (Henri IV) ingresó a la Escuela Normal Superior (1865) y posteriormente a la Universidad de Heidelberg, donde se familiarizó con las ideas de Eduard Zeller, Hermann von Helmholtz y en general con la filosofía alemana. En 1871 comenzó a ejercer como profesor de filosofía en Caen y en 1874 publica su afamada tesis De la contingencia de las leyes de la naturaleza donde hace un novedoso análisis acerca las ideas de Immanuel Kant y sus implicaciones en el quehacer científico. A partir de ese año y hasta 1876 ejerce como catedrático en la Facultad de Letras de la Universidad de Nancy donde conoce a la hermana de Henri Poincaré, Aline Catherine Eugénie, y termina casándose con ella. Un año después, en 1877, ingresa como profesor a la Escuela Normal Superior y el 6 de diciembre de 1880 nace su hijo Pierre Léon, quien se convertiría con el tiempo en un destacado matemático.
En 1885 Émile Boutroux comenzó a trabajar como profesor a media jornada en la Universidad de París (La Sorbona), pero no sería hasta el año de 1888 cuando comenzaría a trabajar a jornada completa en dicha universidad asumiendo la cátedra de Historia de la Filosofía Moderna. Diez años después ingresó a la Academia de Ciencias Morales y en 1902 se convirtió en director de la Fundación Thiers. 
Por sus destacadas aportaciones a la filosofía fue invitado a ocupar el sillón número 32 de la Academia Francesa en el año de 1912. Entre sus obras más destacadas se encuentra Grecia superada por los estoicos (1875); Sócrates, fundador de la ciencia moral (1883); El concepto de la ley natural en la ciencia y la filosofía (1895); Cuestiones de moral y de educación (1897); Pascal (1900); Psicología y misticismo (1902) y Ciencia y religión en la filosofía contemporánea (1908). Falleció el 22 de noviembre de 1921 en la ciudad de París, un año después de la muerte de su hijo.